# Ekaterina Semionova
Ekaterina Semionova Semionova (Екатери́на Семёновна Семёнова), ou Catherine Semenova dans les ouvrages francophones anciens, née le 18 (7) novembre 1786 et morte le 1er (13) mars 1849 à Saint-Pétersbourg, est une actrice de théâtre russe. Elle est la sœur de l'actrice Nymphoroda Semionova.

## Biographie
Ekaterina Semionova est la fille d'une serve et d'un enseignant au corps de cadets Jdanov. Elle étudie à l'école de théâtre pétersbourgeoise de Vassili Rykalov et d'Ivan Dmitrievski. Elle fait sa première apparition sur scène à l'école dans une pièce de Kotzebue en 1802, La Paix retrouvée des deux frères (Sophie) et dans Les Corses (Nathalie), puis sur une scène professionnelle en février 1803 au théâtre Alexandra dans la comédie Nanina. Elle rejoint la troupe du théâtre en 1805.
Elle joue les premiers rôles au théâtre Alexandra étant considérée à l'époque comme une des plus jolies femmes de son temps, avec un visage aux traits classiques, rappelant les camées antiques selon un contemporain. De plus sa voix de contralto suscitait la passion du public. Elle remporte de grands succès dans les tragédies de Vladislav Ozerov, ce que relève Pouchkine dans Eugène Onéguine. Son premier grand succès de tragédienne est dans Œdipe à Athènes d'Ozerov en 1804 où elle joue le rôle d'Antigone.
Le public pétersbourgeois était partagé entre les admirateurs de Mademoiselle George et  ceux de Semionova. Pouchkine écrit: « En parlant de la tragédie russe, on parle de Semenova - et peut-être seulement à son sujet. Elle est douée d'un grand talent, de la beauté, du sens de la vie et du vrai, qu'elle incarne seule à sa manière. Semenova n'a jamais eu de modèle. Mademoiselle George, l'actrice française, qui est sans âme, et le poète éternellement enthousiaste Gneditch n'ont pu laisser entendre les mystères de son art, qu'elle a compris elle-même d'une âme sincère. Son jeu est toujours libre, toujours clair, animé de mouvements empreints de noblesse, avec une voix pure, lisse, agréable et souvent sous l'effet d'une inspiration véritable - tout cela appartient à elle seule et personne d'autre ne le lui emprunte. Elle a honoré les pièces imparfaites de l'infortuné Ozerov, et a créé les rôles d'Antigone et de Moïna. Elle a donné de l'âme aux vers pleins de mesure de Lobanov[Qui ?]. Les vers slaves de Katenine prononcés de sa bouche nous ont émerveillés, pleins de force et de feu, alors qu'ils ne sont pas toujours composés avec goût et harmonie. Dans des traductions disparates qui sont établies conjointement, et qui sont malheureusement trop ordinaires maintenant, nous avons entendu une Semenova unique, dont le génie sur scène transcende toutes ces œuvres plus ou moins médiocres produites par des unions de poètes, dont nos pères se détourneraient dans la solitude. Semenova n'a pas de rivale; les rumeurs tendancieuses et les sacrifices du moment, les nouvelles rapportées, tout cela a cessé, et elle est restée la reine incontestée de la scène tragique. »

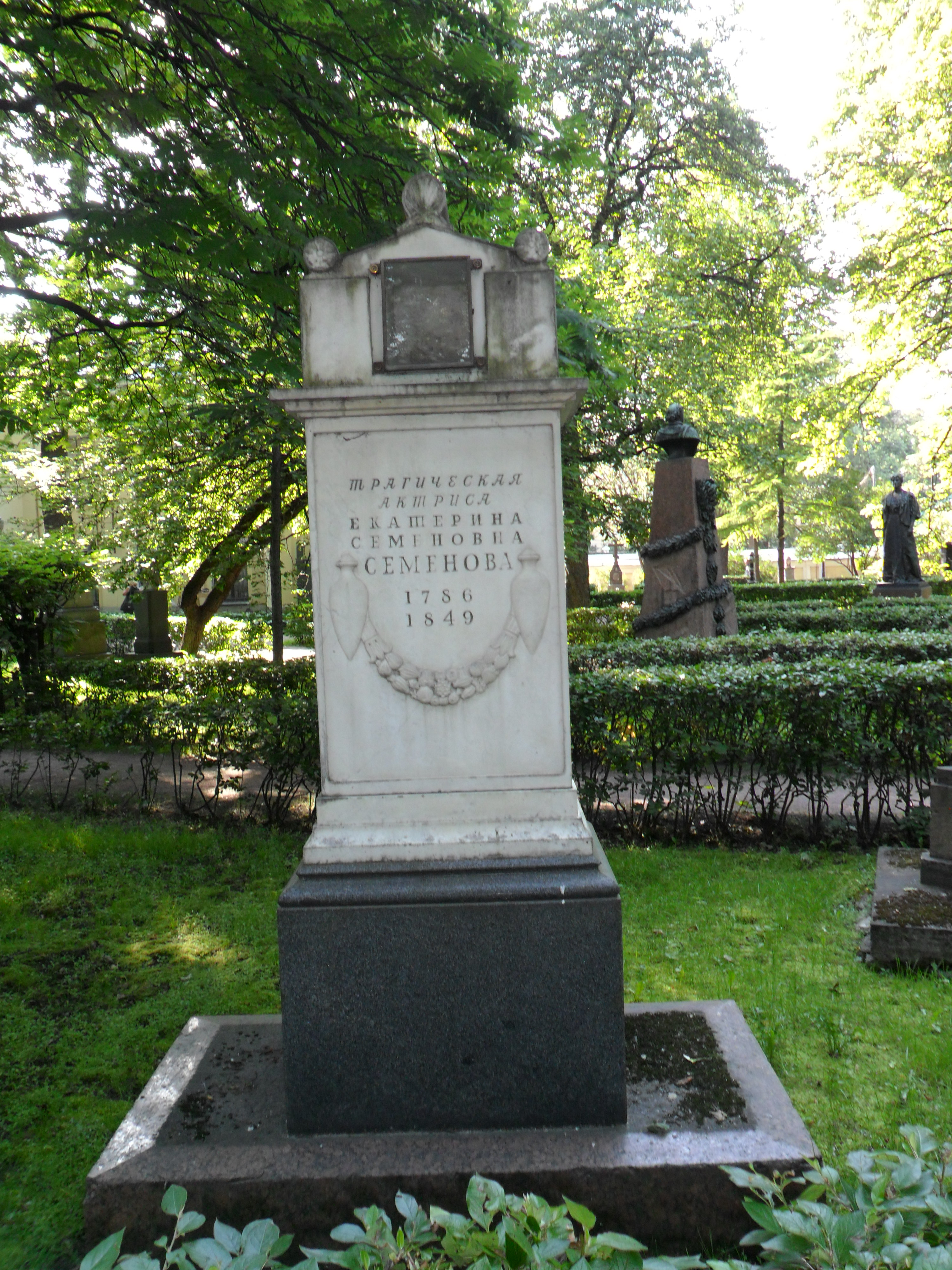
Tombe de Semionova au cimetière Tikhvine de la laure Saint-Alexandre-Nevski de Saint-Pétersbourg.

Le succès et l'admiration suscités par Semionova la conduisent parfois à des caprices ou à des paresses d'enfant gâté, d'autant qu'elle était protégée par le prince Gagarine, qui était sénateur et extrêmement fortuné avec une grande influence dans les milieux du pouvoir et les cercles littéraires. Lorsque le prince Tioufiakine est nommé à la direction des théâtres impériaux, elle ne supporte plus sa grossièreté et sa brusquerie de caractère et donne donc sa démission en 1820 ; mais elle ne peut vivre en dehors de la scène et apparaît dans des pièces données dans des salons privés de la haute société. Elle retourne sur scène deux ans plus tard, lorsque Tioufiakine est remplacé par Maïkov.
L'époque étant en plein romantisme, elle aborde des rôles plus dans l'air du temps avec des tragédies qui sont parfois écrites en prose, ce qui est nouveau. Elle brigue toujours la première place, mais des jeunes tragédiennes apparaissent et elle s'essaye à des comédies, sans toujours rencontrer le succès escompté. Elle fait ses adieux à la scène en 1826 dans la tragédie de Krioukovski, Pojarski.
Elle déménage à Moscou où elle se marie enfin avec son protecteur, le prince Gagarine. Leur hôtel particulier de Moscou accueille ses anciens admirateurs dont Pouchkine, Axakov, Nadejdine, Pogodine, etc. Le prince Gagarine meurt en 1832. Les dernières années de l'ancienne actrice sont assombries par des malheurs familiaux. 
Elle meurt à Saint-Pétersbourg et est enterrée au cimetière Saint-Mitrophane. Lorsqu'il est détruit en 1936, sa tombe est transférée au cimetière Tikhvine de la laure Saint-Alexandre-Nevski.

## Principaux rôles
- Ermak de P. A. Plavilchtchikov: Irta
- 1804, Œdipe à Athènes d'Ozerov: Antigone
- 1805, Roßlau de Kniajnine: Zafira
- 1805, Fingal d'Ozerov: Moïna
- 1807, Dmitri Donskoï d'Ozerov: Xénia
- 1809, 1822, Polyxène d'Ozerov: Polyxène, puis Hécube
- 1809, Marie Suart, de Schiller: Marie Stuart
- 1811, Ariane de Corneille: Ariane
- 1815, Iphigénie en Aulide de Racine: Clytemnestre
- 1823, Phèdre de Racine: Phèdre
- 1824, Hamlet de Viskovatov (d'après Shakespeare): Gertrude
- 1831, Le Malheur d'avoir trop d'esprit de Griboïedov: Sophie
- Tancrède de Voltaire: Aménaïde
- Mérope de Voltaire: Mérope
- Zaïre de Voltaire: Zaïre
- Sémiramis de Voltaire: Sémiramis
- Médée de Longepierre: Médée
- Andromaque de Racine: Hermione

## Source
- (ru) Cet article est partiellement ou en totalité issu de l’article de Wikipédia en russe intitulé « Семёнова, Екатерина Семёновна » (voir la liste des auteurs).